# Marsteinia similis
Marsteinia similis är en kräftdjursart som beskrevs av Drzycimski 1968. Marsteinia similis ingår i släktet Marsteinia och familjen Neobradyidae. Inga underarter finns listade i Catalogue of Life.